# Lovesexy
Lovesexy è il decimo album in studio del cantante statunitense Prince, pubblicato il 10 maggio 1988 dalla Paisley Park e dalla Warner Bros. Records.

## Descrizione
Lovesexy è uscito sul mercato come sostituto dell'atteso The Black Album, che era stato cancellato. Questi due album hanno in comune la canzone When 2 R in Love, pur avendo temi diversi. Lovesexy è stato registrato in sole sette settimane, dalla metà di dicembre del 1987 alla fine del gennaio 1988, al Paisley Park Records di Prince. Alla sua uscita, le copie CD avevano l'intero album contenuto in un'unica traccia continua. Anche l'LP, seppure inevitabilmente diviso in due lati, non recava spazi visibili tra le canzoni per consentire di individuarne l'inizio: il motivo era che l'opera, nelle intenzioni dell'autore, dovesse essere usufruita nella sua interezza. Tuttavia, i CD e gli LP pubblicati successivamente hanno le nove tracce separate.
La foto di copertina di Jean Baptiste Mondino ritraente Prince nudo suscitò reazioni negative. Alcuni negozi si rifiutarono di esporre l'album o lo avvolsero in una fodera nera, rendendolo curiosamente identico nell'aspetto al The Black Album mai giunto in vendita e di cui Lovesexy era il sostituto.

## Accoglienza
| Recensione                    | Giudizio |
| ----------------------------- | -------- |
| AllMusic                      | [ 10 ]   |
| Blender                       | [ 11 ]   |
| Chicago Sun-Times             | [ 12 ]   |
| Entertainment Weekly          | B        |
| The Guardian                  | [ 14 ]   |
| Los Angeles Times             | [ 15 ]   |
| Rolling Stone                 | [ 16 ]   |
| The Rolling Stone Album Guide | [ 17 ]   |
| Spin Alternative Record Guide | 6/10     |
| The Village Voice             | B+       |

Lovesexy fu l'album di minor successo di Prince dal 1981: negli Stati Uniti non raggiunse la Top Ten e rimase solo 21 settimane nella US Billboard 200. Anche il singolo "Alphabet St." non entrò tra le prime dieci e, non avendo riscosso un gran seguito, non riuscì a fare da traino ai due successivi che non entrarono nemmeno nella Hot 100. Diversamente andò nel Regno Unito dove l'album entrò in classifica direttamente al numero 1 e tutti i singoli entrarono nella Top 40.

## Tracce
1. Eye No – 5:47
2. Alphabet St. – 5:38
3. Glam Slam – 5:04
4. Anna Stesia – 4:56
5. Dance On – 3:44
6. Lovesexy – 5:48
7. When 2 R in Love – 4:01
8. I Wish U Heaven – 2:43
9. Positivity – 7:15

## Classifiche

### Classifiche settimanali
| Classifica (1988) | Posizione massima |
| ----------------- | ----------------- |
| Australia         | 8                 |
| Austria           | 3                 |
| Canada            | 7                 |
| Francia           | 9                 |
| Germania          | 4                 |
| Italia            | 1                 |
| Norvegia          | 2                 |
| Nuova Zelanda     | 1                 |
| Paesi Bassi       | 1                 |
| Regno Unito       | 1                 |
| Stati Uniti       | 11                |
| Stati Uniti (R&B) | 5                 |
| Svezia            | 1                 |
| Svizzera          | 1                 |

### Classifiche di fine anno
| Classifica (1988) | Posizione |
| ----------------- | --------- |
| Austria           | 10        |
| Francia           | 32        |
| Germania          | 26        |
| Italia            | 9         |
| Paesi Bassi       | 12        |
| Regno Unito       | 59        |
| Stati Uniti       | 100       |
| Svizzera          | 23        |